# Hedvika Habsburská
Hedvika Habsburská (1253 Rheinfelden – 1303 Braniborské markrabství) byla markraběnka braniborská, dcera římského krále Rudolfa I. a jeho první ženy Gertrudy.
Po bitvě na Moravském poli došlo k řadě mírových jednání mezi Rudolfem I. a Přemyslovými spojenci. V rámci těchto úmluv byla Hedvika v roce 1279 provdána za Otu VI. Braniborského (1267–1303), synovce padlého českého krále. Manželství zůstalo zřejmě bezdětné a mladá markraběnka brzy zemřela a je pohřbena v cisterciáckém klášteře v Lehninu. Ota po její smrti rezignoval na markraběcí titul a vstoupil do řádu templářů.